# Pend
En Escocia, un pend es un pasaje a través de un edificio, a menudo desde una calle hacia un patio o un back court (patio trasero), y puede ser utilizado tanto por vehículos como por peatones, o exclusivamente por peatones.
El término "common pend" (pend común) se encuentra con frecuencia en descripciones de propiedades en venta en Escocia, como en la expresión "a common pend shared with the residential dwellings above" (un pend común compartido con las viviendas residenciales situadas arriba).  

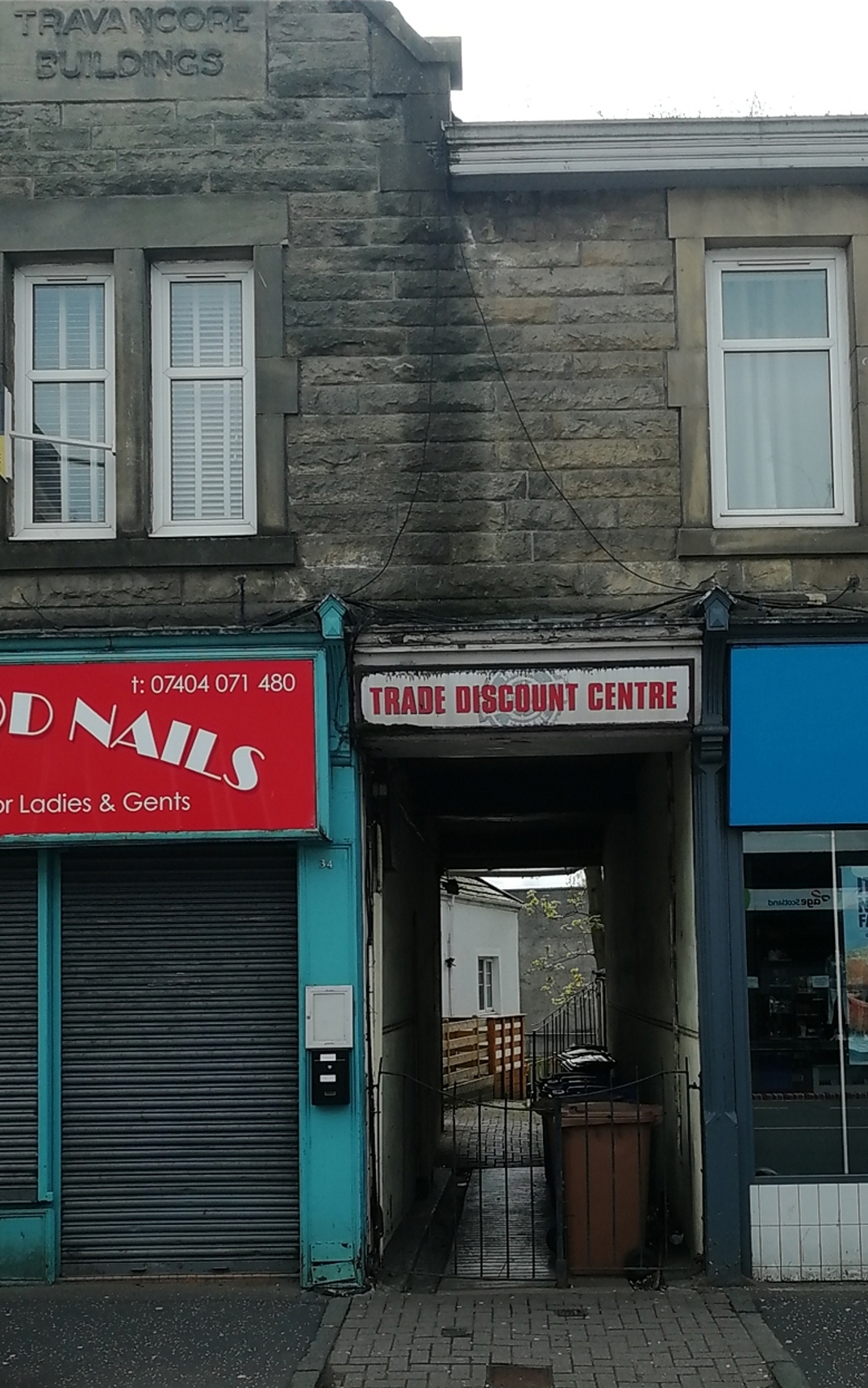
Un típico paseo peatonal en Broxburn, West Lothian

Un pend se distingue de un vennel o un close, ya que tiene habitaciones directamente encima de él, mientras que los vennels y closes tienden a no estar cubiertos y son típicamente pasadizos entre edificios separados. Sin embargo, un "cierre" también significa una entrada común a propiedades de viviendas multifamiliares en Escocia.